# Адамович Ганна Максимівна
Ганна Максимівна Адамович (нар. 9 листопада 1993, Київ, Україна) — українська акторка кіно та театру.

## Життєпис
Ганна Адамович народилася 9 листопада 1993 року в Києві. Навчалася у київській спеціалізованій школі №7 ім. М.Т.Рильського з поглибленим вивченням англійської мови (2001-2008) та школі №221 (2008-2010). Навчалася у музичній школі, клас фортепіано. 
Серйозно займалася художньою гімнастикою, була кандидатом у майстри спорту.
У 14 років знялась у стрічці «Головне-встигнути».
Закінчила Київський національний університет культури і мистецтв у 2015 році.

## Фільмографія
| Рік  |    | Українська назва          | Оригінальна назва       | Роль                                 |
| ---- | -- | ------------------------- | ----------------------- | ------------------------------------ |
| 2022 | ф  | Обмін                     |                         | снайперка Сашка                      |
| 2020 | с  | Сага                      |                         | Мар'яна Сосновська                   |
| 2019 | с  | Кримінальний журналіст    | Криминальный журналист  | Дарина                               |
| 2019 | ф  | Сквот 32                  |                         | головна роль                         |
| 2018 | ф  | Дід                       | Дед                     | Саша, головна роль                   |
| 2017 | ф  | Купи мене                 | Купи меня /Buy Me       | Ліза                                 |
| 2017 | ф  | Максим Оса                |                         | Катажина Кричевська                  |
| 2017 | ф  | Коли мене покохаєш ти     | Когда меня полюбишь ты  | Ганна Колосова, головна роль         |
| 2016 | с  | Нитки долі                | Нити судьбы             | Ліза                                 |
| 2016 | с  | Улюблена вчителька        | Любимая учительница     | Марина Смірнова                      |
| 2015 | с  | Нюхач-2                   | Нюхач-2                 | Віка, стриптизерка                   |
| 2015 | ф  | Незламна                  | Битва за Севастополь    | курсантка КМБ                        |
| 2015 | с  | Клан ювелірів             | Клан ювелиров           | Катя                                 |
| 2014 | с  | Особиста справа           | Личное дело             | епізодична роль                      |
| 2014 | ф  | Самотній за контрактом    | Одинок по контракту     | Юлька                                |
| 2014 | с  | Тільки не відпускай мене  | Только не отпускай меня | Лера Кузіна                          |
| 2013 | с  | Жіночий лікар-2           | Женский доктор          | Лєра Сербіна                         |
| 2013 | с  | Поцілунок!                | Поцелуй!                | Люся, дочка Алли і Бориса Пастушкіна |
| 2012 | кф | Україно, goodbye! (Ґауді) |                         | Іра                                  |
| 2012 | ф  | Лекції для домогосподарок | Лекции для домохозяек   | руда студентка                       |
| 2012 | с  | Джамайка                  | Джамайка                | Чіта                                 |
| 2009 | с  | Згідно із законом         | По закону               | Маша Маркова                         |
| 2007 | ф  | Головне-встигнути         | Главное-успеть          | Ліза, дочка Матвія                   |